# Estructura urbana

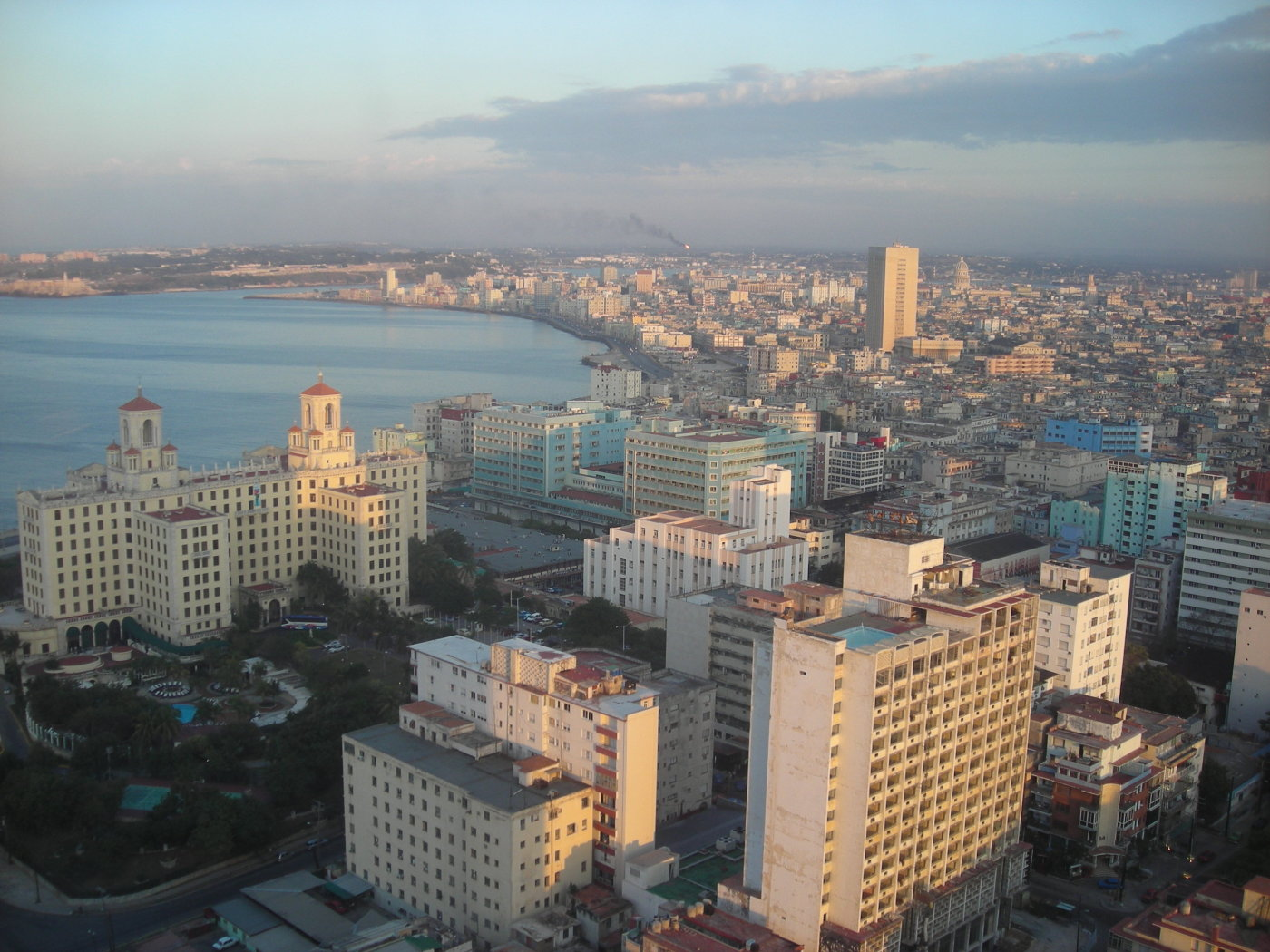
La Habana

La estructura urbana es la relación urbanística (tanto desde el punto de vista espacial como económico y social) existente en el interior del espacio urbano entre las distintas partes que componen la ciudad, compuesta en el caso de ciudades antiguas de sucesivas zonas habitualmente agregadas de forma concéntrica a partir del núcleo inicial donde se fundó la ciudad.
La noción de Estructura presupone que la ciudad está regida por un orden determinado y ella constituye la organización esencial que lo rige. Esta organización se encuentra conformada por elementos urbanos reconocidos como el sistema vial, espacios verdes, tramas, trazados, tejidos y equipamientos que se presentan con características particulares en la conformación de cada ciudad. Algunos de ellos, por su disposición, adquieren connotaciones de principales y otros de secundarios.
Además de que están cerca de las ciudades pero no son parte de ellas. Comprendería los términos de organización y sistemas; el primero representa el orden estático de sus componentes, y el segundo está referido a las relaciones de estos componentes en el espacio y en el tiempo. En ese sentido, la Estructura Urbana hace referencia a la organización que adoptan los elementos constitutivos de la ciudad en un momento determinado del tiempo.

## Principales características
La Estructura está conformada por un conjunto de partes y componentes en una unidad que reconocemos como ciudad. En ella se constituyen sistemas y subsistemas de relaciones que determinan su organización y modos de crecimiento. Los mismos tienen como finalidad garantizar el funcionamiento interno de la ciudad. Las relaciones que se establecen permiten identificar variables y emprender el análisis que conduce al reconocimiento de la estructura existente. Entre ellas: la morfología o composición física material, permite definir la disposición y organización de los elementos de la estructura física de la ciudad.
La organización funcional, constituye el conjunto de actividades urbanas, económicas, sociales y la manera de relacionarse de estas en el tiempo y el espacio cultural. El conjunto de las actividades urbanas y las relaciones que mantienen entre sí, constituye el sistema urbano. Asimismo pueden identificarse subconjuntos determinados de actividades y relaciones, que constituyen diferentes subsistemas. En particular, interesa identificar aquellos subconjuntos de componentes y relaciones que presentan cierta perdurabilidad: son las estructuras características del sistema. El cambio del tipo de componentes y relaciones de estas estructuras o cambio estructural implica modificaciones cualitativas en las características mismas del sistema urbano. Específicamente interesa analizar la estructura espacial interna del sistema urbano, o sea, el conjunto de actividades componentes de la ciudad y las relaciones que mantienen entre sí, desde el punto de vista de la disposición de dichas actividades en el espacio urbano y la dimensión espacial de esas relaciones.

## Elementos constitutivos de la estructura urbana

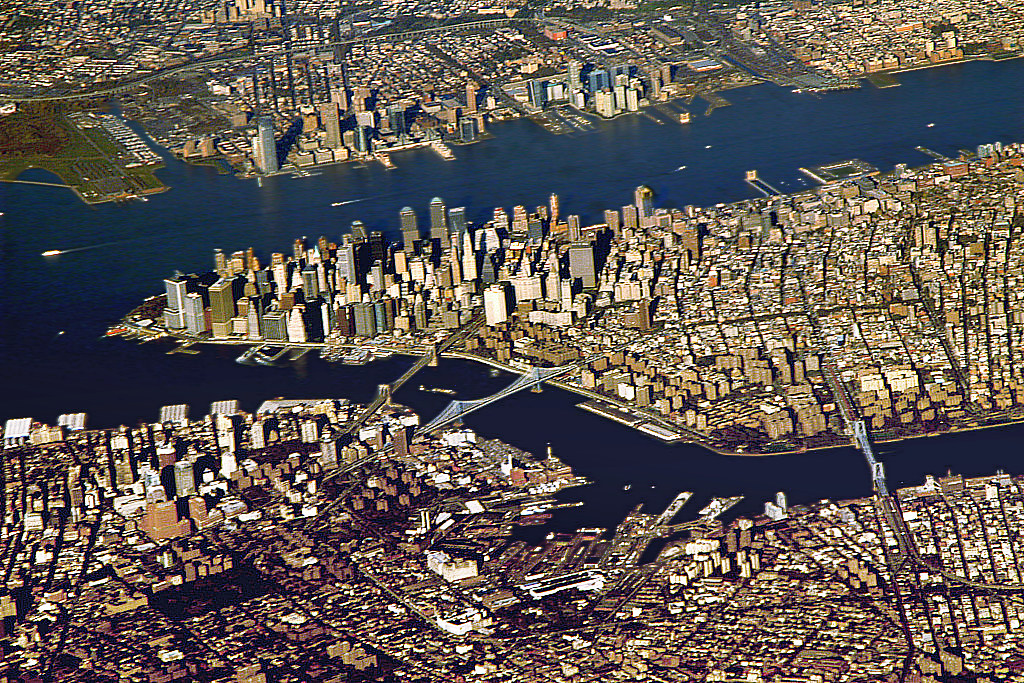
Vista aérea de Manhattan

Una primera clasificación los agrupa en: medio natural y medio construido. La primera, hace referencia al territorio de soporte sobre el cual se asientan los elementos urbanos, y que constituye en la razón de ser de nuestra existencia sobre la tierra. Los componentes que incluye el medio natural caracterizan al espacio físico que posibilita la construcción y organización de la ciudad. El territorio sobre el que se asienta una ciudad, explica las razones que dieron lugar a la fundación de la ciudad e imponen condiciones para su posterior desarrollo, crecimiento y posibilidades de expansión. Los elementos que constituyen el medio natural son:
- Relieve y morfología del terreno: topografía.
- Tipos de suelo: capacidad de soporte.
- Cursos de agua: ríos, arroyos, lagos
- Tipo de vegetación: arbustales, bosques, pastizales.
- Clima y microclimas: temperaturas, lluvias, humedad.
- Características ambientales.
- Características paisajísticas.

La segunda dimensión, hace referencia al emplazamiento en el espacio concreto sobre el cual se asienta el núcleo primitivo de la ciudad, el cual junto con el soporte natural, dirigen y condicionan la expansión de la ciudad. El medio construido está representado por la forma en que se ordenan y agrupan sus componentes en el territorio de soporte, según las diferentes utilizaciones del espacio en función de las actividades y necesidades de la población. Los elementos que constituyen el medio construido son:
- Usos de suelo
- Sistema vial
- Sistema de espacios verdes
- Equipamiento
- Soporte Infraestructural.

## Componentes urbanos
Definiremos aquí cada uno de los componentes que estructuran una ciudad

### Usos del suelo urbano

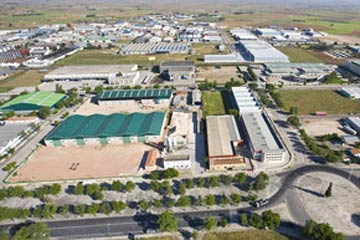
Zona industrial

Se define como usos del suelo a las actividades urbanas localizadas en un determinado punto del espacio. Los usos del suelo pueden ser rurales o urbanos. Caracterizaremos aquí, los principales usos urbanos.
Los tipos de usos del suelo se clasifican según los distintos tipos de actividad, y la confección de planos utiliza colores convencionales:
- residencial (amarillo naranja u ocre según la densidad de ocupación)
- comercial (rojo)
- Religioso (violeta)
- institucional (azul)
- espacios verdes públicos (verde)

A su vez los tipos de usos del suelo urbano puede clasificarse según grado de predominio de la actividad: 
- usos dominantes
- usos complementarios
- conflictivos e incompatibles (que requieren condicionamiento o restricción).

Otras clasificaciones son los tipos de usos del suelo urbano según tenencia o dominio: públicos, semipúblicos, privados.

### Sistema vial
El sistema vial incluye el conjunto de la red vial urbana y regional. Los aspectos a considerar son los siguientes:
Clasificación físico-funcional de las vías urbanas.

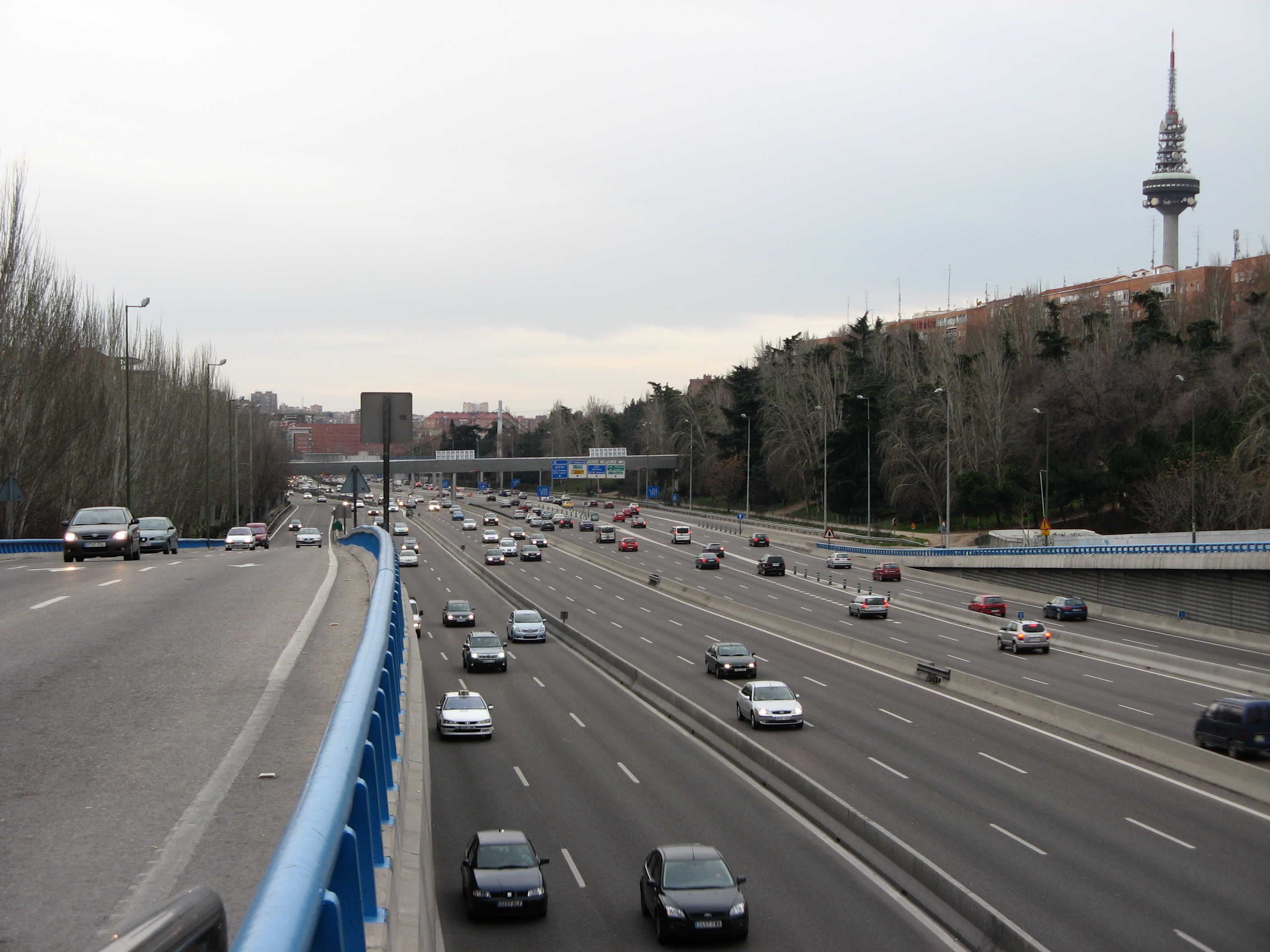
M-30, una de las vías principales de Madrid.

Tipo según su localización y función: 
- Red vial principal a las vías que canalizan los mayores volúmenes de tránsito, receptan los principales movimientos urbanos y regionales y vinculan las principales actividades o puntos importantes intra e interurbanos, y el tránsito pesado. Las variables a considerar son: 
  - Características físicas de las vías: diseño, pendientes longitudinales y transversales, número de carriles, etc.
  - Intersecciones: capacidad, diseño, estado.
  - Dirección y sentido de la circulación
  - Estado de las vías
  - Espacio para estacionamiento: ofertas sobre calzada, fuera de calzada (estacionamientos públicos y privados, cocheras); demanda diaria, estacionamiento en horas pico, transgresiones, grado de renovación, etc.
  - Señalización vertical y horizontal: tipo, estado, características físicas, resistencia a la intemperie, legibilidad y claridad del mensaje.
  - Señalización luminosa: tipologías, formas constructivas, tipo de instalación, tipo de semáforos, cantidad, instalación eléctrica.
  - Perfil transversal y grado de consolidación morfológica de la vía y de sus bordes.
- Red vial intersectorial: son el conjunto de calles que conectan diferentes sectores internos de la ciudad, receptan los movimientos urbanos, de automóviles y colectivos, vinculan actividades barriales o nodos periféricos. Suelen esta semaforizadas, de anchos considerables, con vías selectivas, y sin estacionamiento permitido en sus bordes.

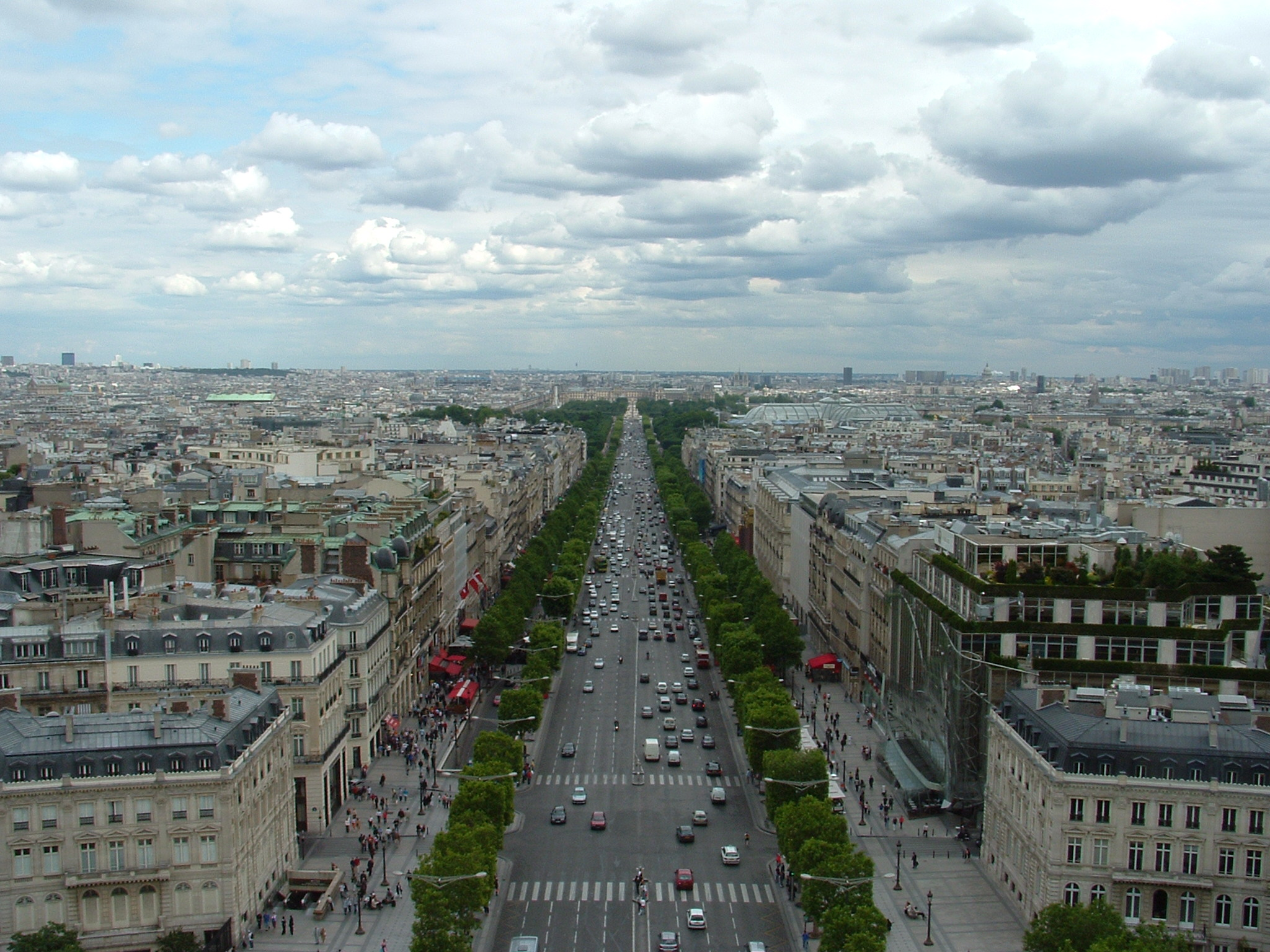
Campos Elíseos, una de las vías de París

- Red vial secundaria: constituido por el conjunto de vías que permite el acceso directo a los barrios y unen las intersectoriales entre sí. Suelen estar semaforizadas y bordeadas del comercio local. Pueden o no admitir estacionamiento en sus bordes, dependiendo del ancho de la misma.
- Red vial local: constituida por el trazado de calles locales de acceso directo a la vivienda. No tiene restricciones de diseño. Se priorizan las bajas velocidades, y el movimiento de peatones.

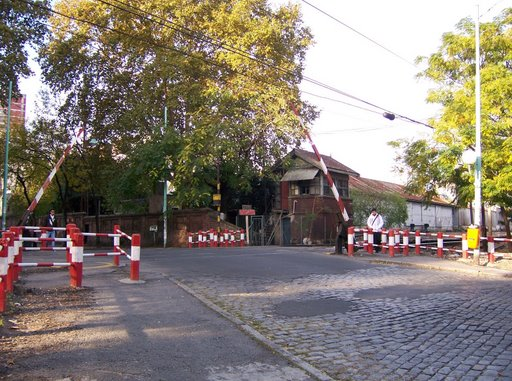
Paso a nivel en Buenos Aires

- En caso de existir red ferroviaria, se debe considerar:
  - Trazado y recorrido
  - Pasos a nivel, bajo y sobre nivel
  - Puntos de cruces conflictivos
  - Señalización y elementos de control
  - Estaciones
  - Grado de utilización
  - Estado de las áreas próximas a las vías
  - Impacto en la estructura urbana (si divide, une, etc.)
  - Orígenes y destinos, transporte de pasajeros, y/o cargas
  - Usos del suelo de las tierras del ferrocarril, permisos de usos de dichas tierras
  - Concesiones a actores privados,
  - Otros

### Espacios verdes

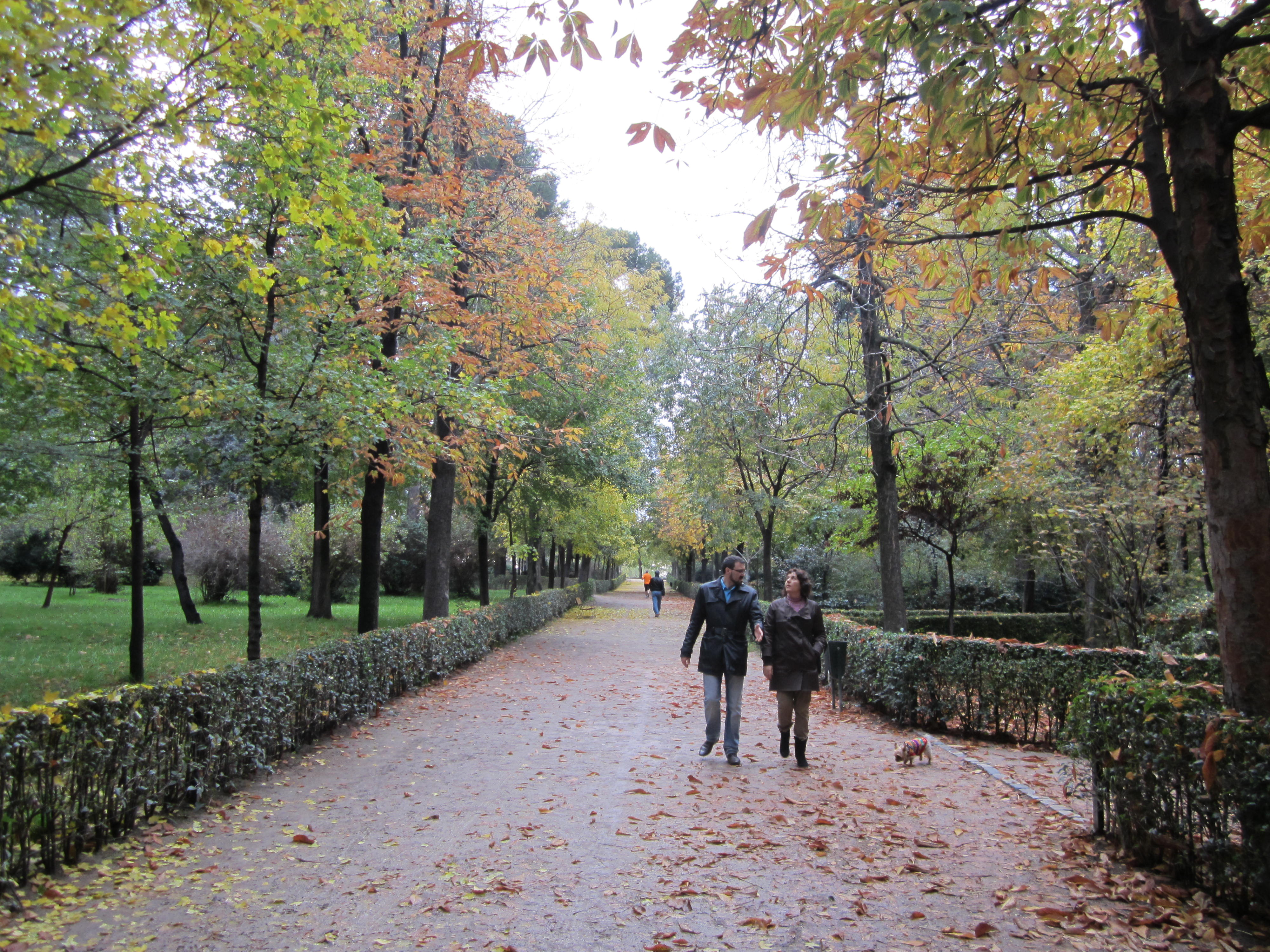
Parque del Buen Retiro de Madrid

El sistema de espacios verdes incluye el conjunto de espacios públicos, parques, paseos, plazas, plazoletas, que sirven para la expansión recreación y pulmón de una ciudad.
La clasificación de los espacios verdes se establece en función de su escala:
- Espacio Verde de escala metropolitana: grandes parques que abarca a más de un ciudad.

- Verde de escala urbana: grandes parques incluidos dentro de una ciudad.

- Verde barrial: pequeñas plazas, plazoletas, o pequeños paseos.

- Verde individual, o local: pequeños jardines individuales propios de cada vivienda (no se consideran dentro de los espacios públicos de la ciudad.

Debe aclararse que la OMS fija un mínimo de 20 m² de espacio verde público por habitante en áreas urbanas. Dentro de esta superficie no se contabilizan las tierras rurales, ni los espacios verdes de uso privado.

### Equipamiento urbano
Se entiende por equipamiento el conjunto de recursos e instalaciones cubiertas y/o libres, fijas o móviles, con distintas jerarquías y grados de complejidad, prestados por el Estado u otros para satisfacer diferentes necesidades de la comunidad.

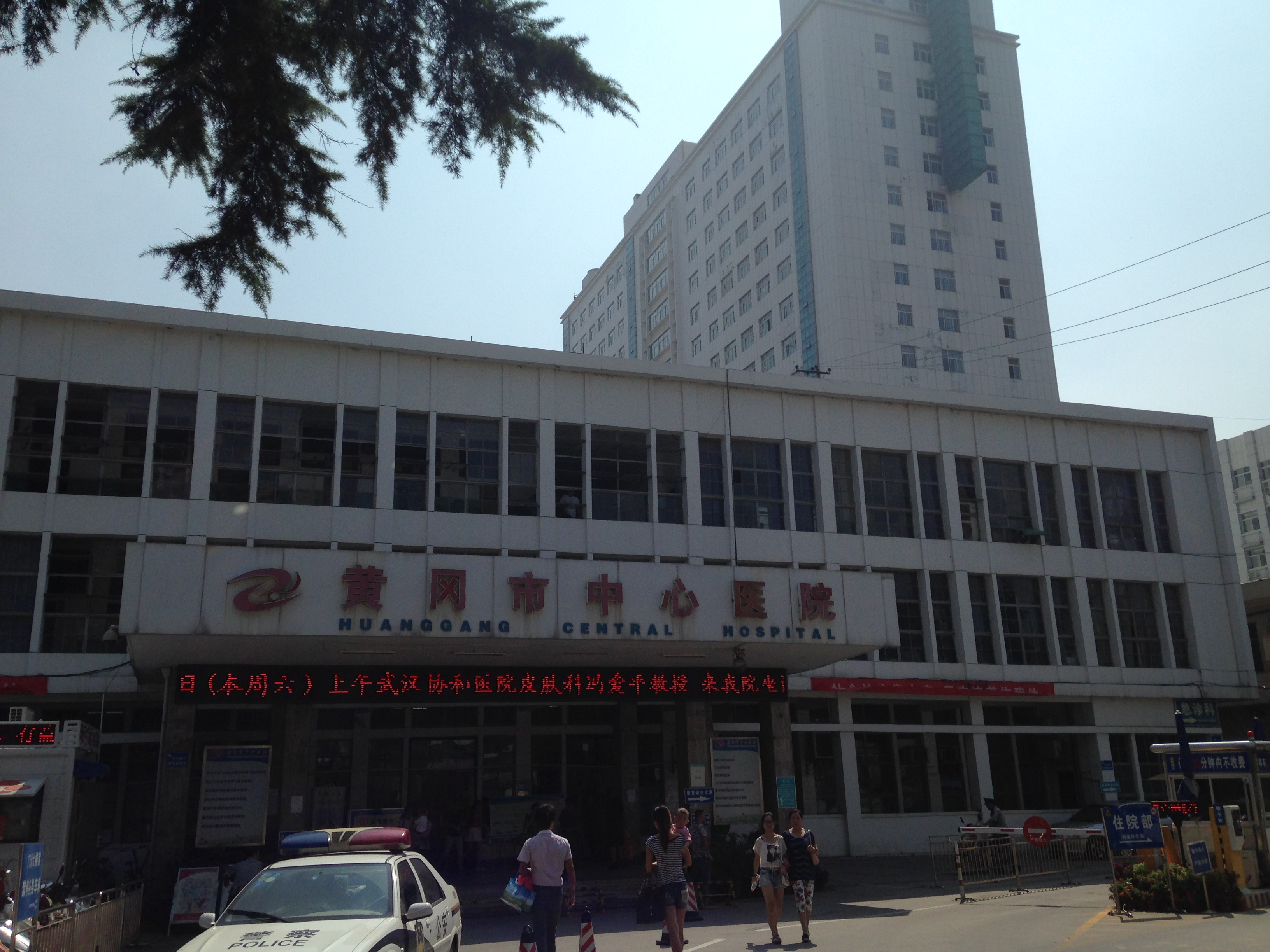
Hospital Central en Huanggang

Los equipamientos puede clasificarse según:
- Tipos de equipamiento según funciones: educativo, sanitario, administrativo, institucional, religioso, social, financiero, recreativo, deportivo, turístico, otros (que queden definidos por actividades diferentes de las residenciales o industriales). Tendríamos así guarderías, escuelas primarias, escuelas secundarios, institutos terciarios, hospitales, centros de salud, parroquias, municipalidades, etc.
- Tamaño en función de la demanda o necesidad, requerimiento de la cantidad de habitantes, tipo de población, edades, sexo, necesidades de salud, educación, administración etc.
- Espacios construidos y tributarios
- Estándares Capacidad y posibilidad de ampliación.
- Estado, vida útil remanente y grado de obsolescencia funcional y tecnológica.
- Características constructivas, funcionales, tecnológicas y tipológicas de los edificios e instalaciones.

### Radio de influencia
- Depende de la escala y radio de influencia de las mismas y la cantidad de habitantes a los que sirve, tenemos algunos equipamientos singulares como los aeropuertos, municipalidades, catedral: son equipamientos únicos en un ciudad, y equipamientos en red, como escuelas, centros de salud, correos, etc.
- Ubicación/localización
- Jerarquía: depende donde se localicen.
- Dependencia administrativa (municipio, provincia, nación y sector de actividad según nivel, como por ejemplo: educación nivel provincial, turismo nivel nacional, etc.)
- Área de influencia y de cobertura: barrial, sectorial, urbano, regional, etc
- Frecuencia y tiempo de uso: diario, semanal, nocturno, mensual, etc.
- Nivel de accesibilidad
- Flexibilidad en su localización dentro de la estructura urbana
- Relación con otros equipamientos
- Otras.

### Soporte Infraestructural
Se entiende por infraestructura al conjunto de equipos e instalaciones que cumplen con la función de soporte y apoyo de las distintas actividades y que además, contribuyen al saneamiento e higiene urbanos. 

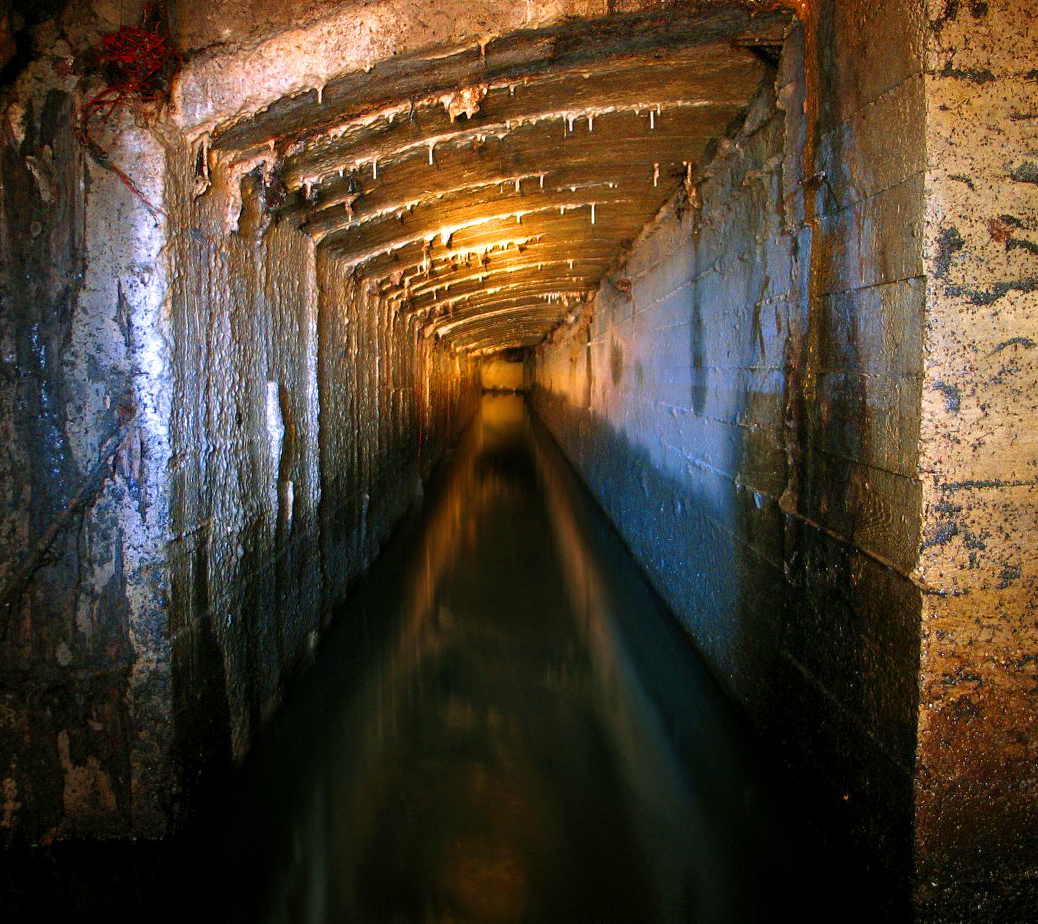
Túnel de drenaje de aguas de lluvia

Los tipos de infraestructura son los siguientes: 
- Red de agua potable
- Desagües cloacales: en red o por sistemas individuales
- Desagües pluviales: superficial por calles o en red
- Red de energía eléctrica domiciliada
- Alumbrado público
- Gas: envasado o en red
- Teléfonos
- Otras (como TV por cable, Internet)

Las características a tener en cuenta serán, entre otras, las siguientes: 
- Existencia de la infraestructura y tipo
- Entidad que provee el servicio
- Fuentes de origen, captación y/o de recepción, estado general de la red, áreas cubiertas y déficit.
- Sistemas de tratamiento, depuración, potabilizacíón, etc.
- Tanques de reserva almacenamiento: ubicación, capacidad, estado (edad, materiales, posibilidades de ampliación)
- Accesibilidad al servicio
- Índices de servicio: población servida / población total; superficie urbana servida / superficie urbana total.
- Costos de infraestructura (instalación mantenimiento, reparación, ampliación, etc.)
- Costos de los servicios requerimientos especiales según actividades (industriales, turísticas, otras)

### Servicios

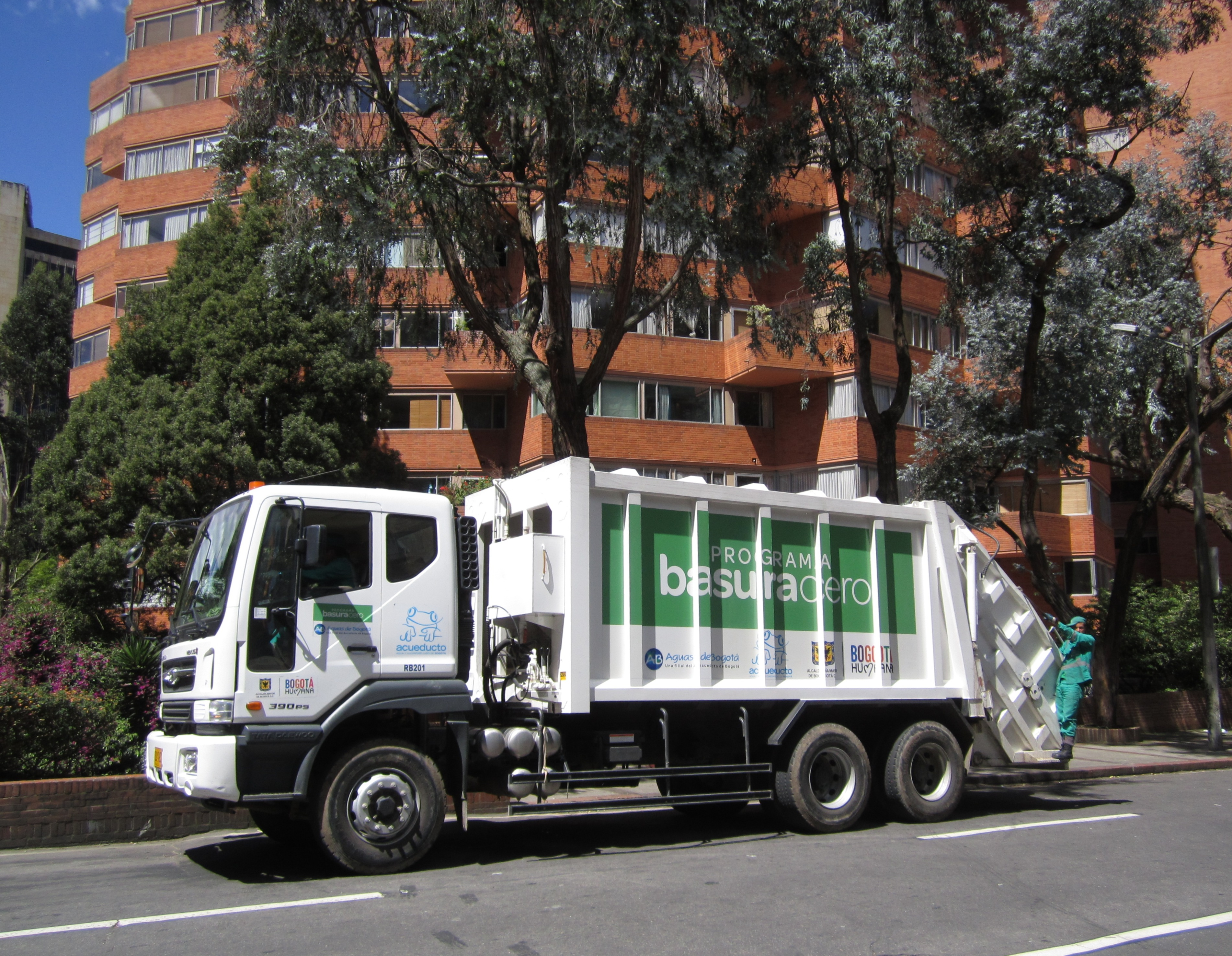
Recogida de basuras en Bogotá

Se entiende por servicios a aquellos necesarios para el funcionamiento e higiene del centro urbano y que son regulados y/o controlados por la administración. Ellos son: 
- Barrido y limpieza
- Recolección de residuos
- Tratamiento de los residuos
- Regado de calles
- Cuidado y mantenimiento del alumbrado público
- Cuidado y mantenimiento de los espacios verdes
- Cuidado, mantenimiento y reparación de la red vial
- Otros.

Los aspectos a considerar son: 
- Tipos de servicios que se presten

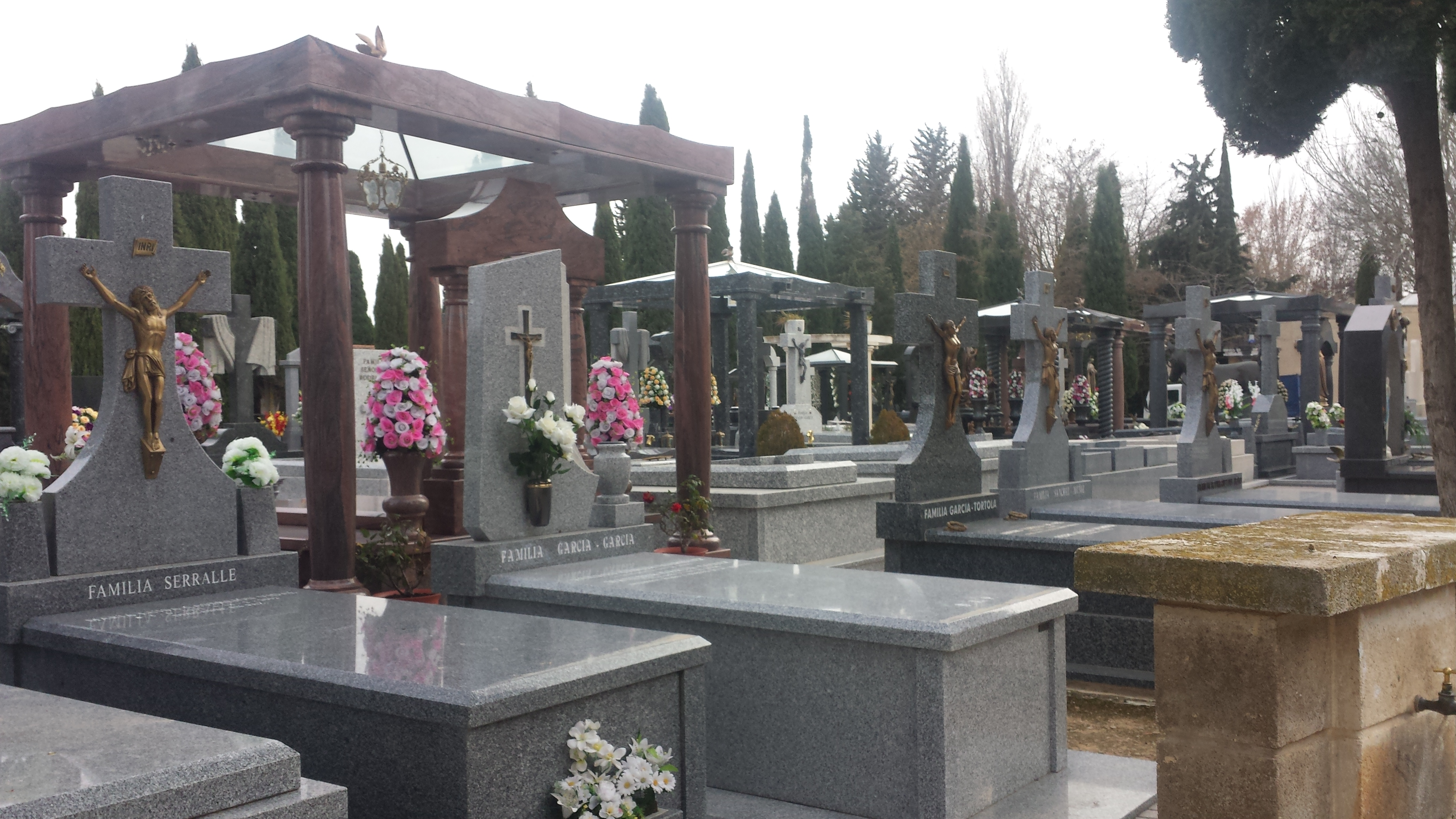
Cementerio de Albacete

- Áreas de coberturas de los servicios
- Frecuencias
- Calidad de los servicios
- Costos
- Otros.

Otros servicios que constituyen usos del suelo específicos que por sus características particulares de funcionamiento no se incluyeron en el listado anterior, pero se deben tener en cuenta, son: mataderos, cementerios, usinas, plantas reductoras de gas, planta de tratamiento de efluentes cloacales, planta de tratamiento de residuos. Los aspectos a considerar son: 
- Ubicación
- Dimensiones, grado de molestia
- Capacidad
- Estado de mantenimiento
- Etc.

## Áreas de la ciudad
- el centro urbano, compuesto en muchos casos de:
  - casco histórico o centro histórico, habitualmente con predominio de funciones terciarias o en fase de terciarización; cuyas viviendas y calles pueden estar degradadas (gueto urbano) o rehabilitadas; y cuyo valor histórico, artístico o paisajístico haberse perdido (especulación urbanística) o estar conservado.
  - ensanche o ampliación del siglo XIX, a veces denominado ensanche burgués;
- periferia urbana o extrarradio, compuesto por barrios residenciales o suburbios, de distinta categoría social (desde urbanizaciones de lujo o Ciudad Jardín a chabolas o favelas), y por zonas industriales (también de distintas categorías: zonas de industria pesada, polígono industrial, parque tecnológico) o terciarias (centro comercial, grandes superficies).
- espacio periurbano

En el caso de grandes ciudades, bien en una parte remodelada del centro o bien en alguna zona bien comunicada de la antigua periferia, se sitúa el CBD (Central Business District o Distrito central de negocios).
El vez de este modelo concéntrico, que puede aplicarse también a ciudades más nuevas, como Chicago, como hizo el sociólogo Ernest Burgess en 1924, puede establecerse otro en forma de sectores circulares, propuesto en 1939 por el economista Homer Hoyt, y aplicable según él al mismo caso de Chicago o, de forma más ajustada, a Calgary (Alberta, Canadá).
Los geógrafos Harris y Ulman propusieron en 1945 un modelo de múltiples núcleos, en las que cada uno de los centros (por ejemplo, la universidad y el aeropuerto) atraería distintos tipos de actividades.
El estudio de las características espaciales de la estructura urbana, fundamentalmente del trazado viario (trazado urbano), lo abierto o cerrado de su trama urbana y la forma de su plano urbano se conoce con el nombre de morfología urbana, concepto íntimamente relacionado con la estructura urbana (puesto que son la forma y la función de la ciudad), de modo que es habitual hablar conjuntamente de estructura y morfología urbana.
La relación existente hacia el exterior, es decir, entre una ciudad y su área de influencia o entre varias ciudades, tanto si son lejanas como si forman parte de un aglomerado urbano constituye otro concepto: la jerarquía urbana, estudiado a partir de modelos como la teoría de los lugares centrales. También podría denominarse como el sistema de ciudades (sistema urbano hace referencia a otro concepto).